# John Mosley Turner
John Mosley Turner (ur. 15 czerwca 1856 w Mitcham, zm. 21 marca 1968 w Tottenham) – Brytyjczyk znany z długowieczności.
Turner był niewidomy od 73. roku życia, był również abstynentem. Trafił do Księgi rekordów Guinnessa w 1964 jako najstarszy żyjący mężczyzna w Wielkiej Brytanii. Rok później, 6 sierpnia 1965, po śmierci Amerykanina Williama Fullingima, został uznany za najstarszego mężczyznę na świecie. 10 stycznia 1966 zmarła Brytyjka Hannah Smith i wówczas Turnerowi przypadł tytuł najstarszego żyjącego człowieka świata. W 1966 przekroczył wiek Geerta Adriaansa Boomgaarda oraz Serba Dimitrije Filipovicia i został tym samym najstarszym niekwestionowanym mężczyzną w historii. Rekord Turnera został pobity dopiero w 1988, przez amerykańskiego malarza Alphaeusa Philemona Cole'a. John Mosley Turner zmarł w swoim domu (w Tottenham), w wieku 111 lat i 280 dni.